# Orchester Berliner Musikfreunde
Das Orchester Berliner Musikfreunde wurde 1866 als Berliner Dilettanten Orchester Verein gegründet und ist Berlins ältestes Amateurorchester.

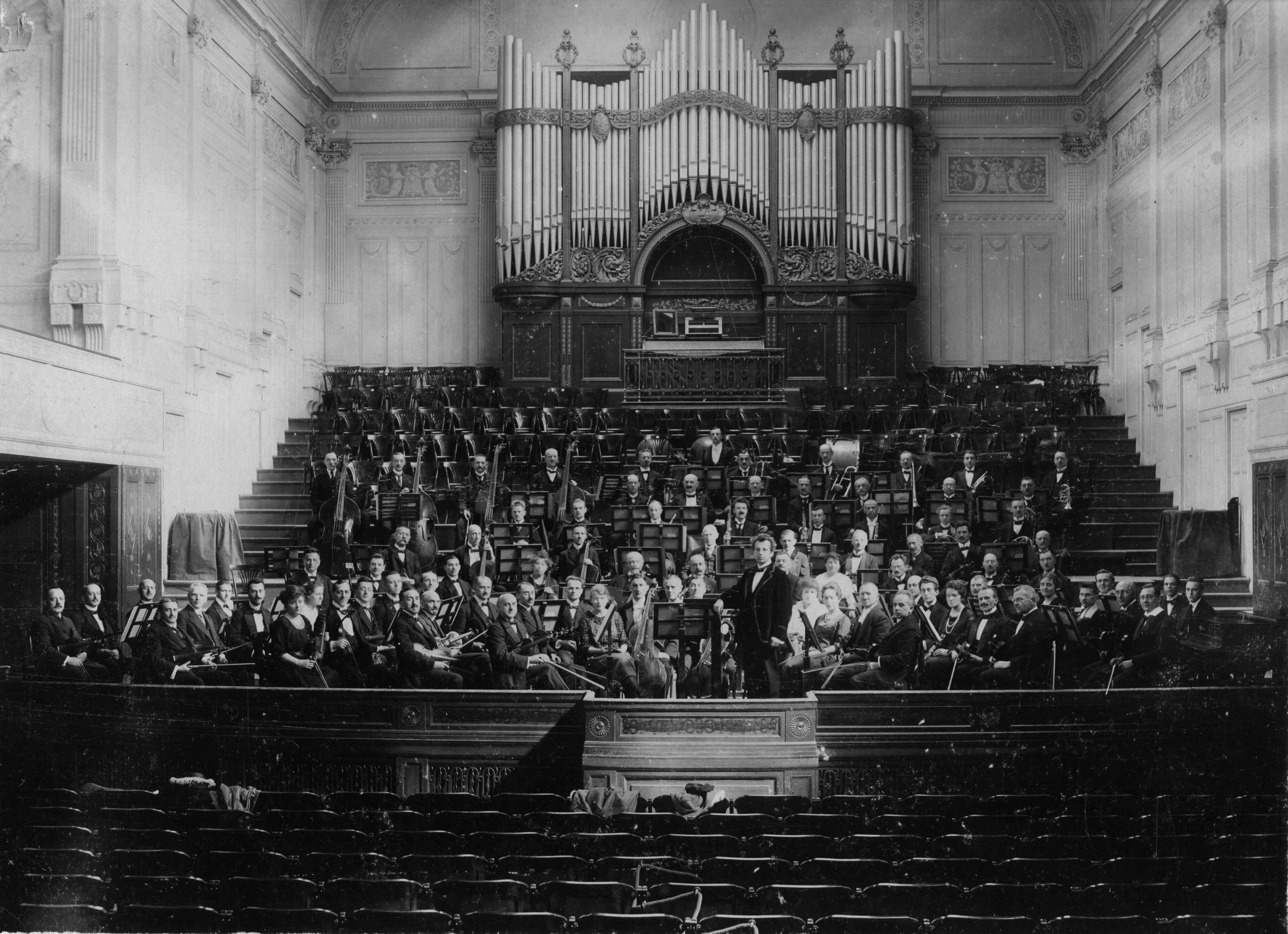
OBM im Dezember 1921

1906 trat die Neue Orchester Vereinigung dem Orchester bei. Das gemeinsame Orchester führte den Namen Orchesterverein Berliner Musikfreunde. 1919 fusionierte das Orchester mit der Berliner Orchestervereinigung 1874/1882 zum Orchestervereinigung Berliner Musikfreunde. Bis 1943 konnte der Spielbetrieb aufrechterhalten werden. Nach dem Krieg konnte das Orchester mit der heutigen Bezeichnung ab 1950 wieder seine Konzerttätigkeit aufnehmen. Als großer Schatz erwies sich zu dieser Zeit die Tatsache, dass der umfangreiche Notenfundus den Krieg unbeschädigt überstanden hatte und sich zahlreiche Orchester – darunter das Berliner Philharmonische Orchester – Noten ausliehen. 1966 wurde dem Orchester die Pro-Musica-Plakette durch Bundespräsident Heinrich Lübke verliehen.
Zu den Solisten, die unter anderem mit dem Orchester spielten, zählen Joseph Joachim, Mischa Elman, Rio Gebhardt, Daniel Gaede, Renaud Capuçon, Claudia Barainsky, Bogna Bartosz und Ji-Yeoun You. Sergiu Celibidache, der als Student einige Zeit die Leitung des Orchesters Berliner Musikfreunde übernahm (1941–1943), hat ihm die Komposition „Tägliche Vorübungen für Laienorchester“ gewidmet.

## Künstlerische Leitung bis 1943
Im Berliner Dilettanten Orchester Verein:
- Theodor Rehbaum (1871–1876)
- Adalbert Ueberlee (1876–1879)
- Heinrich Urban (1879–1888)
- O. Pasch (1888–1891)
- Max Grünberg (1896–1906)

In der Neuen Orchester Vereinigung:
- Gustav Hollaender, Direktor des Stern’schen Konservatoriums (1898–1906)

Im Orchester Verein Berliner Musikfreunde:
- Max Grünberg (1906–1919)

In der Berliner Orchestervereinigung 1874/1882:
- Paul Rembt (1917–1918)
- Carl Zimmer (1918–1919)

In der Orchestervereinigung Berliner Musikfreunde e.V.:
- Carl Zimmer (1919–1926)
- Hans Gahlenbeck (1926–1928)
- Camillo Hildebrand (1928–1932)
- Johannes Kurth (1936)
- Max Christian Feiler (1936–1941)
- Sergiu Celibidache (1941–1943)

## Künstlerische Leitung ab 1950
- Carl A. Bünte (1950–1951)
- Volker Wangenheim (1951 und 1953–1956)
- Kurt Löblich (1957–1958)
- Heinz Mertins (1958–1974)[1]
- Hermann Bauer (1951–1952 und 1974–1982)
- Claus Rößner (1982–1998)[2]
- Werner Feder (1998–2002)[3]
- Yukari Ishimoto (seit Anfang 2003)[4]